# Püünsi
Püünsi es una localidad del municipio de Viimsi en el condado de Harju, Estonia, con una población censada a final del año 2011 de 1256 habitantes. 
Se encuentra ubicada en el centro-norte del condado, a poca distancia al norte de Tallin y junto a la costa del golfo de Finlandia (mar Báltico).